# Edward Marsh
Edward Marsh –conocido como Ed Marsh– (Filadelfia, 12 de febrero de 1874-Filadelfia, 10 de octubre de 1932) fue un deportista estadounidense que compitió en remo. Participó en los Juegos Olímpicos de París 1900, obteniendo una medalla de oro en la prueba de ocho con timonel.

## Palmarés internacional
| Juegos Olímpicos | Juegos Olímpicos | Juegos Olímpicos | Juegos Olímpicos |
| Año              | Lugar            | Medalla          | Prueba           |
| ---------------- | ---------------- | ---------------- | ---------------- |
| 1900             | París (Francia)  | Medalla de oro   | Ocho con timonel |